# Otfried von Weissenburg
Otfried von Weissenburg (n. 800 - d. 870) a fost un cleric german, autorul celei mai importante opere din literatura germană veche (Cartea Evangheliștilor).